# Ethnozootechnie
L'ethnozootechnie ou ethnozoologie, est une branche de la zootechnie qui étudie les relations entre les sociétés humaines, les animaux et leur milieu. Étant une branche de l'ethnologie, cette discipline étudie les différences entre les sociétés anciennes et actuelles, ainsi que les transformations déterminées par l'évolution de l'élevage.

## Présentation
L'ethnozootechnie est l'étude des interrelations passées et présentes entre les cultures humaines et les animaux dans leur environnement. Cette étude comprend la classification et la dénomination des formes zoologiques, les connaissances culturelles et l'utilisation des animaux sauvages et domestiques.